# Камышевское сельское поселение (Орловский район)
Камышевское сельское поселение — муниципальное образование в Орловском районе Ростовской области. 
Административный центр поселения — хутор Камышевка.

## Административное устройство
В состав Камышевского сельского поселения входят:
- хутор Камышевка;
- хутор Новоегорлыкский;
- хутор Таловый;
- хутор Тарасов;
- хутор Чернозубов.

## Население
| 2010  | 2012  | 2013  | 2014  | 2015  | 2016  | 2017  |
| ----- | ----- | ----- | ----- | ----- | ----- | ----- |
| 1682  | ↘1633 | ↘1631 | ↘1621 | ↘1601 | ↘1577 | ↗1595 |
| 2018  | 2019  | 2020  | 2021  |       |       |       |
| ↘1577 | ↘1554 | ↘1551 | ↘1527 |       |       |       |